# Üvegfestés

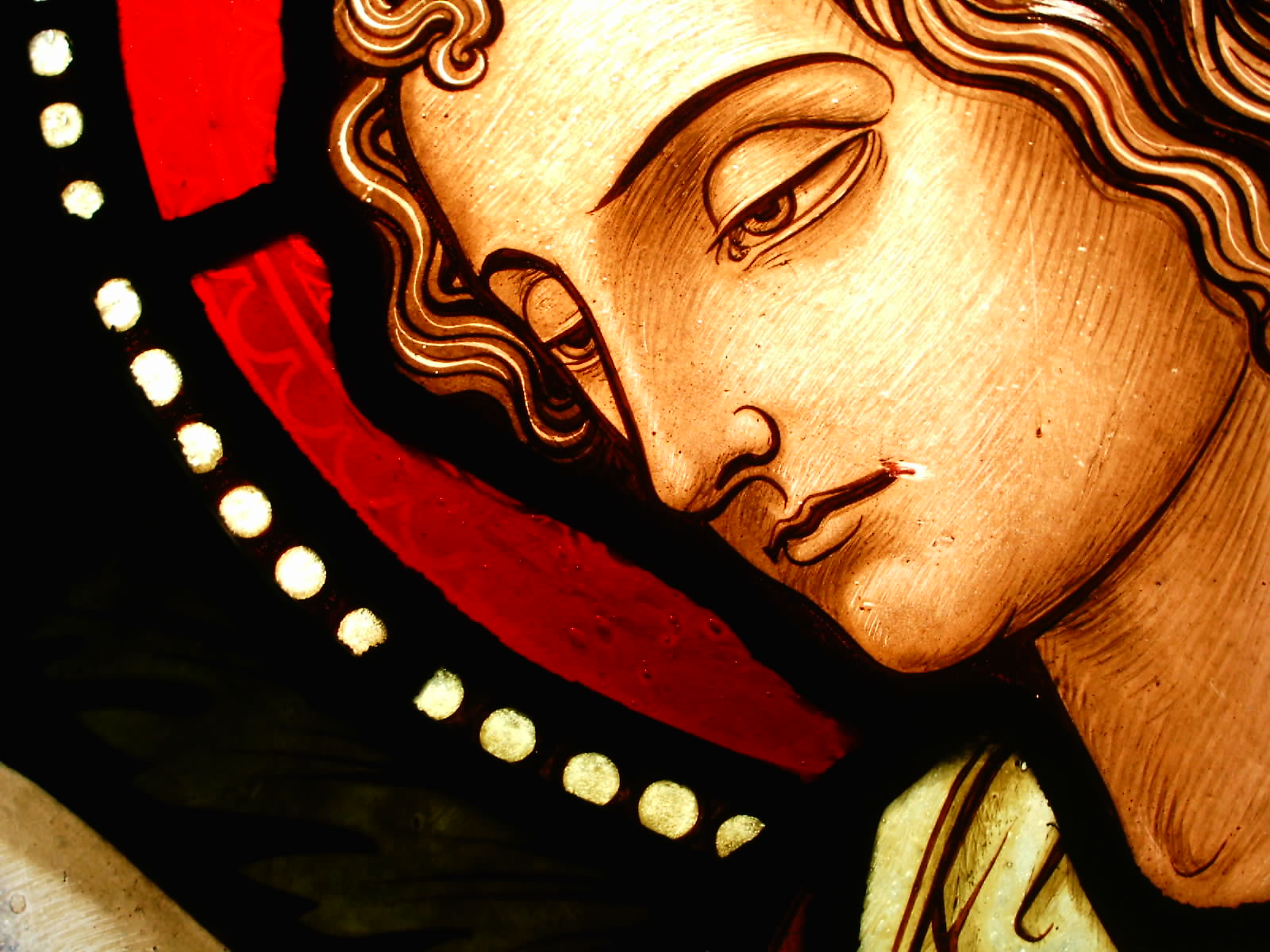
Belgiumi templomablak

Az üvegfestés vagy üvegfestészet egy festészeti technika, amely színes üvegdarabok összeillesztésével alkotja meg kompozícióit. Az építészetben ablakok díszítését szolgálja, de használati tárgyak készítésekor is szerepet kaphat. Más festészeti eljárásoktól eltérően az üvegfestéssel készült mű a rajta áthaladó fényt színezi meg, világító színei erőteljesebb hatást gyakorolnak a szemre, mint a festékrétegekről visszaverődő, szóródó fény.
Az alapvetően festett üvegablakok készítésének igénye – vagyis belső építészeti terek építészeti, művészeti fényvilágának, színkorrekciójának igénye, vagy a tér megvilágítását ellátó ablakfelületek színezett üveggel történő díszítésének igénye már a 6. században megjelent. Ezt az igényt kezdetben csak kisebb, anyagában vagy felületén színezett üveglapok (üvegmozaik) alkalmazásával, vagy később – a nagytáblás üvegek gyártásának megjelenése alapján – nagyobb üveglapok felületének egy- vagy többszínű színezésével lehetett elérni. Az üvegszínezésnek a történelem során számos technikai és stílusbeli változata alakult ki.

## Az előfutárok
Az üvegfestés alapvető technikái (olvasztás, formázás, színezés) az ókori Egyiptomban ismertek voltak. Az egyiptomiak még nem ismerték az átlátszó üveget, mert a megolvasztott homok többnyire színes, és a színeket ásványok, fémoxidok hozzáadásával lehet változtatni.
Az üveg kezdeti felhasználása tárolás volt: főleg balzsamtartó edényeket készítettek belőle. Emellett az üveget más anyagokkal is kombinálták. A késő antik kor jellemző dísztárgya volt az aranyfóliás üvegamulett.
Először két áttetsző üveglap közé egy vékony aranylapocskát helyeznek el, ami már önmagában ábrázolt valamit: az egyik legismertebb darab például egy római arisztokrata család tagjait. Ez a tárgy az üvegfestés egyik legegyszerűbb technikáját alkalmazza, ami szó szerint még nem is az üveglap megfestése.
Egy-két századdal később, azonban, a bizánci falmozaikokon a festett üveg darabokat már igen bonyolult és monumentális falképek megalkotásához használták. A bizánci építészet célja nem a templom külsejének hangsúlyos megformálása, hanem egy magasztos atmoszférát, felemelő érzést kiváltó belső tér kialakítása volt. Az apró üvegdarabkák pedig -amiből egy egész festmény áll össze- visszaverik a fényt, csillognak, különösen ha még arany vagy ezüst zománcréteggel is bevonják. Még gazdagabb, természetfeletti hatást értek el azzal, hogy a kis kockákat különböző szögekben ragasztották a falra, így azok a fényt változatosan tükrözték vissza.

## Képi ábrázolás síküvegen

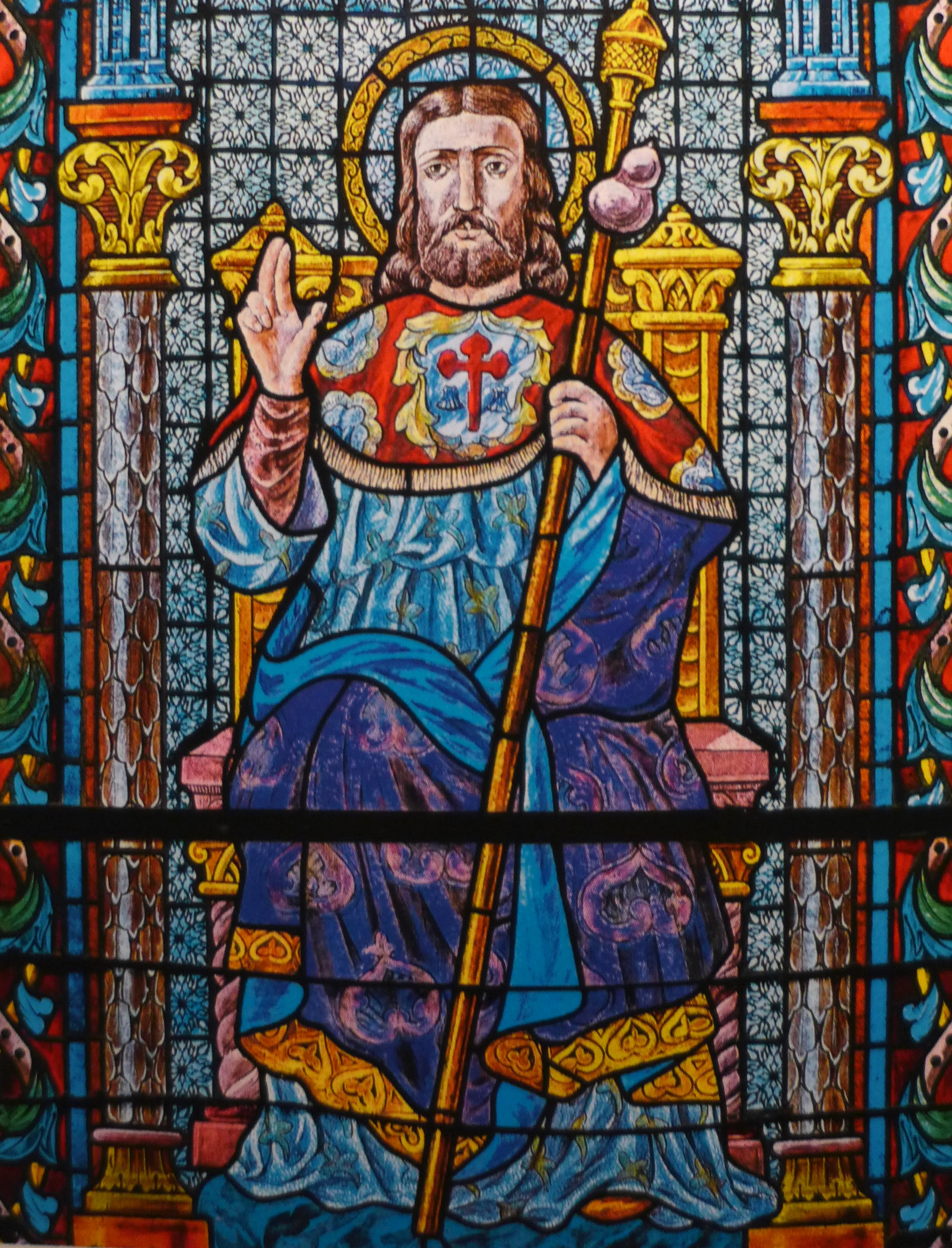
Szent Jakab üvegmozaikon, Santiago de Compostela

Az üvegfestészet tulajdonképpeni kifejlődése a 12. századtól, a gótikus épületek nagy ablakfelületein vált lehetővé Franciaország hatalmas katedrálisaiban. A gótikus katedrálisok üvegablakait a 13. században készítették. A festmény tervrajzát egy festő készítette el, majd egy üvegfestő műhelyben létrehozták a megfelelő színű és alakú üveglapokat. De mivel a színes üveg elég nehéz, és sok színt még nem tudtak ezen a módon létrehozni, egy zománccal megfestett üveglapot tettek több áttetsző lap közé. A színes üveglapok átengedik és megszínezik a fényt, így az a templomot különleges módon világítja meg. Ezek a színes, leggyakrabban szenteket ábrázoló üvegfestmények tehát tulajdonképpen ugyanazt a célt szolgálták, mint a bizánci mozaikok.
Az üvegfestés technikája abban áll, hogy az üveget porrá tört, könnyen olvadó üvegréteggel vonták be, mely felhevítve már oly alacsony hőfoknál olvad, melynél az alapul szolgáló üvegtárgy még nem puhul meg. A színes üvegablakok elkészítésének legrégibb módja az volt, hogy a festményt rajz szerint kivágott, színes üvegdarabokból az ún. ablakólommal illesztették össze. E modorban a bencések már a 10. század végén festették a tegernseei kolostortemplom ablakait. Csak későbben kezdtek többféle festékkel is dolgozni és az egyes színeket a megfelelő színnel árnyékolni, de ez idővel a részletfestéshez vezetett, mi által az ablakfestmények monumentális hatásukból veszítettek.
A 19. század végén és a századfordulón a szecessziós iparművészeti tárgyak és festett ablakok soha nem volt virágkort hoznak az üvegművesség életébe. A 20. században a mű értékét egyrészt a technikai bravúr adja, másrészt a művészi elképzelés határozza meg, és mint minden műfajnak, művészetnek vannak mesteri és amatőr művelői.
Magyarországon Róth Miksa művei révén ez a műfaj iparművészetből újra képzőművészetté vált, míg napjainkban számosan készítenek üvegfestmény dísztárgyakat, tekintve, hogy a mai anyagok, és a technikai kivitelezés során használt másolás mindenki számára hozzáférhetővé teszi az alkotás örömét.

## Külső hivatkozások
- Üvegfestés.lap.hu linkgyűjtemény
- Útmutató
- Melinda Világa – Üvegfestés
- Sablonok
- Referenciaanyag
- Fessünk üveget!
- Apró fortélyok – Üvegfestés
- Üvegfestés, képekkel
- Tiffany üveg
- Üvegfestés. In  A Pallas nagy lexikona. Szerk. Bokor József. Budapest: Arcanum – FolioNET. 1998.  ISBN 963 85923 2 X